# Georg Schön (Priester)
Georg Schön, auch Jörg Schön (* 16. Jahrhundert; † 28. September 1634), war Kammerdiener, Hofkaplan und geheimer Sekretär im Dienst der bayerischen Herzöge.

## Biographisches
Schön schenkte Herzog Wilhelm V. eine oder mehrere bedeutende Reliquien, wofür dieser ihn mit einer goldenen Kette entlohnte.
Am 18. November 1614 ließ Georg Wilhelm, Herzog in Bayern dem Reichshofkanzler eine Fürschrift mit der Bitte um die Nobilitierung Georg Schöns zukommen, denn er wollte Schön ein Kanonikat verleihen. Der Bitte wurde am 31. Dezember 1614 mit kaiserlicher Bewilligung stattgegeben und Schön in den Reichsadelsstand erhoben.
Schön bewohnte und besaß seit 1620/21 die offenbar durch ihn im Jahr 1630 zu einem Haus vereinigten Häuser am heutigen Grundstück Damenstiftstraße 11.
Schön starb am 28. September 1634 und wurde in der Augustinerkirche in München beigesetzt.